# توموهیرو کوروکی
توموهیرو کوروکی (انگلیسی: Tomohiro Kuroki؛ زادهٔ ۱۳ دسامبر ۱۹۷۳) بازیکن سابق و مربی بیس‌بال اهل ژاپن است.